# Lelde Priedulēna
Lelde Priedulēna (* 20. Juli 1993 in Sigulda) ist eine lettische Skeletonpilotin.

## Werdegang
Lelde Priedulēna ging Ende 2010 erstmals bei internationalen Rennen im Europacup an den Start und erreichte bei ihrem dritten Rennen in Winterberg mit Rang 19 zum ersten Mal den zweiten Lauf. In der Saison 2011/12 startete sie nach zwei 14. Rängen im Europacup erstmals im Intercontinentalcup, wo ihre besten Saisonergebnisse mehrere 11. Plätze waren. Daneben debütierte sie im Januar in Altenberg im Weltcup mit einem 22. Rang. Bei den Juniorenweltmeisterschaften Ende Januar 2012 in Igls wurde sie Elfte.
In den beiden folgenden Wintern nahm Priedulēna erneut am Weltcup teil und erreichte als beste Platzierungen 2012/13 einen 12. Platz in Altenberg sowie 2013/14 Rang 15 in Winterberg. Bei den Juniorenweltmeisterschaften wurde sie Ende 2012 Vierte und im Januar 2014 Elfte. 2013 startete sie zum ersten Mal bei der Weltmeisterschaft in St. Moritz und belegte den 23. Platz. Ein Jahr später vertrat sie Lettland bei den Olympischen Spielen von Sotschi, wo sie 14. wurde.
2014/15 startete Lelde Priedulēna im Intercontinentalcup in die Saison, wo sie zwei vierte Ränge erreichte. Anschließend nahm sie ab Januar wieder am Weltcup teil und platzierte sich dort zwischen den Rängen 14 und 19. Bei der Junioren-WM in Altenberg wurde sie erneut Vierte, bei der Weltmeisterschaft in Winterberg 13. In der Saison 2015/16 war sie zunächst erneut im Weltcup aktiv und fuhr dort bei den ersten drei Rennen auf die Ränge 4 bis 6. Anstelle der Weltcuprennen in Nordamerika startete sie anschließend im Intercontinentalcup, wo sie bei ihren vier Teilnahmen jeweils Zweite wurde. Bei der Junioren-WM 2016 gewann sie als erste Lettin eine Medaille und wurde vor Kimberley Bos und Anna Fernstädt Juniorenweltmeisterin.